# Tim Schüberg
Tim Schüberg (Vällingby, 27 aprile 1995) è un cestista svedese.

## Palmarès
- Campionato svedese: 5

Norrköping: 2017-18, 2020-21, 2021-22, 2022-23, 2023-24